# Prohoriv, Cernihiv
Prohoriv (în ucraineană Прохорів) este un sat în comuna Dniprovske din raionul Cernihiv, regiunea Cernihiv, Ucraina.

## Demografie
Componența lingvistică a localității Prohoriv
     Ucraineană (100%)
Conform recensământului din 2001, toată populația localității Prohoriv era vorbitoare de ucraineană (100%).